# Vòng loại Giải vô địch bóng đá U-16 châu Á 2014
Vòng loại giải vô địch bóng đá U-16 châu Á 2014 được tổ chức để chọn ra các đội tuyển tham gia vòng chung kết Giải vô địch bóng đá U-16 châu Á 2014, diễn ra tại Thái lan. Lễ bốc thăm chia bảng cho vòng loại được tổ chức vào ngày 26 tháng 4 năm 2013 tại Kuala Lumpur, Malaysia.

## Thể thức
Tổng cộng 43 đội tham gia vòng loại và được chia thành 10 bảng, mỗi bảng 4 hoặc 5 đội. Khu vực Tây, bao gồm các đội từ Tây Á và Nam/Trung Á, có 1 bảng gồm 5 đội và 5 bảng gồm 4 đội, trong khi ở khu vực Đông, bao gồm các đội từ Đông Á và Đông Nam Á, có 2 bảng gồm 5 đội và 2 bảng gồm 4 đội. Các đội được lựa chọn làm hạt giống giựa theo thành tích của giải đấu năm 2012. Sau khi thi đấu vòng tròn tính điểm, 10 đội đầu bảng và 5 đội nhì bảng có thành tích tốt nhất từ tất cả các bảng sẽ được tham gia vòng chung kết.
|                         | Nhóm 1                                           | Nhóm 2                                              | Nhóm 3                                                               | Nhóm 4                                                            | Nhóm 5          |
| ----------------------- | ------------------------------------------------ | --------------------------------------------------- | -------------------------------------------------------------------- | ----------------------------------------------------------------- | --------------- |
| Khu vực Tây (Bảng A–F)  | Iran · Iraq · Kuwait · Oman · Syria · Uzbekistan | Bahrain · Ấn Độ · Qatar · Ả Rập Xê Út · UAE · Yemen | Afghanistan · Bangladesh · Nepal · Pakistan · Palestine · Tajikistan | Jordan · Kyrgyzstan · Liban · Maldives · Sri Lanka · Turkmenistan | Bhutan          |
| Khu vực Đông (Bảng G–J) | Úc · Trung Quốc · Nhật Bản · Hàn Quốc            | Indonesia · Lào · CHDCND Triều Tiên · Singapore     | Hồng Kông · Malaysia · Myanmar · Việt Nam                            | Đài Bắc Trung Hoa · Guam · Quần đảo Bắc Mariana · Philippines     | Brunei · Ma Cao |

- Thái Lan được vào thẳng vòng chung kết với tư cách chủ nhà.
- Những đội sau không tham dự:
  -  Campuchia
  -  Mông Cổ
  -  Đông Timor

## Độ tuổi cầu thủ
Cầu thủ sinh từ ngày 1 tháng 1 năm 1998 trở đi có đủ điệu kiện thi đấu tại giải.

## Tiêu chí
Nếu có từ 2 đội trở lên bẳng đểm nhau trong một bảng đấu, các tiêu chí sau sẽ được áp dụng để xác định thứ hạng.
1. Điểm giành được tính từ các trận đối đầu giữa các đội bằng điểm;
2. Hiệu số bàn thắng bại tính từ các trận đối đầu giữa các đội bằng điểm;
3. Tổng số bàn thắng ghi được tính từ các trận đối đầu giữa các đội bằng điểm;
4. Hiệu số bàn thắng bại tính từ tất cả các trận trong bảng đấu;
5. Tổng số bàn thắng ghi được tính từ tất cả các trận trong bảng đấu;
6. Phân định bằng loạt đá luân lưu nếu chỉ có 2 đội bằng điểm nhau và cả 2 đội đó đang thi đấu với nhau ở trận cuối cùng;
7. Hệ số chơi đẹp tính từ số thẻ phạt nhận được;
8. Xác định thứ hạng bằng cách bốc thăm;

## Vòng bảng

### Bảng A
- Các trận đấu được diễn ra tại Kuwait (UTC+3).

| Đội        | Tr | T | H | B | BT | BB | HS  | Đ  |
| ---------- | -- | - | - | - | -- | -- | --- | -- |
| Kuwait     | 4  | 4 | 0 | 0 | 14 | 3  | +11 | 12 |
| Tajikistan | 4  | 2 | 1 | 1 | 19 | 3  | +16 | 7  |
| Ấn Độ      | 4  | 2 | 1 | 1 | 14 | 5  | +9  | 7  |
| Liban      | 4  | 1 | 0 | 3 | 6  | 16 | −10 | 3  |
| Bhutan     | 4  | 0 | 0 | 4 | 3  | 29 | −26 | 0  |

| Tajikistan | 1–1      | Ấn Độ                   |
| ---------- | -------- | ----------------------- |
| Saidov 36' | Chi tiết | Chakraborty 56' (ph.đ.) |

| Bhutan                             | 2–4      | Liban                                                      |
| ---------------------------------- | -------- | ---------------------------------------------------------- |
| Samten 90' · Ngawang 90+3' (ph.đ.) | Chi tiết | Kharoubi 11' · Al Debek 32' · Abou Fakher 53' · Khayat 75' |

| Liban   | 1–5      | Kuwait                                                          |
| ------- | -------- | --------------------------------------------------------------- |
| Zein 7' | Chi tiết | Al-Enezi 5', 16' · Al-Bariki 43' · Al-Hadiyah 66' · Ahmad 90+1' |

| Bhutan | 0–12     | Tajikistan |
| ------ | -------- | --- |
|        | Chi tiết | Khasanov 13' · Muhammadjoni 19', 27' · Tolibov 20', 49', 61' · Uzaqov 60' · Gulyakov 66', 67', 69', 89' · Malodustov 76' |

| Kuwait                                                  | 5–0      | Bhutan |
| ------------------------------------------------------- | -------- | ------ |
| Al Enezi 10', 18' · Al Bariki 43', 76' · Al Sulaili 57' | Chi tiết |        |

| Ấn Độ                                                    | 4–1      | Liban        |
| -------------------------------------------------------- | -------- | ------------ |
| Nuruddin 10' · J. Singh 45+1' · Thapa 62' · B. Singh 66' | Chi tiết | Kharoubi 58' |

| Ấn Độ | 8–1      | Bhutan    |
| --- | -------- | --------- |
| J. Singh 5' · Chakraborty 13', 31', 48' · Lalrinzuala 19' · B. Singh 42' · Lalrindika 73' · Nuruddin 76' | Chi tiết | Dorji 41' |

| Tajikistan       | 1–2      | Kuwait                          |
| ---------------- | -------- | ------------------------------- |
| Muhammadjoni 54' | Chi tiết | Al Naser 42' · Al Rashidi 90+1' |

| Liban | 0–5      | Tajikistan                                                      |
| ----- | -------- | --------------------------------------------------------------- |
|       | Chi tiết | Uzaqov 14', 33' · Muhammadjoni 16' · Tolibov 41' · Gulyakov 83' |

| Kuwait                          | 2–1      | Ấn Độ      |
| ------------------------------- | -------- | ---------- |
| Khaled 9' · Salem 45+2' (ph.đ.) | Chi tiết | Pandit 66' |

### Bảng B
- Các trận đấu được diễn ra tại Uzbekistan (UTC+5).

| Đội        | Tr       | T        | H        | B        | BT       | BB       | HS       | Đ        |
| ---------- | -------- | -------- | -------- | -------- | -------- | -------- | -------- | -------- |
| Uzbekistan | 2        | 2        | 0        | 0        | 13       | 0        | +13      | 6        |
| Yemen      | 2        | 1        | 0        | 1        | 3        | 5        | −2       | 3        |
| Palestine  | 2        | 0        | 0        | 2        | 1        | 12       | −11      | 0        |
| Maldives   | Withdrew | Withdrew | Withdrew | Withdrew | Withdrew | Withdrew | Withdrew | Withdrew |

| Yemen                                | 3–1      | Palestine |
| ------------------------------------ | -------- | --------- |
| Ahmed 28' · Abdullah 52' · Yahya 55' | Chi tiết | Atout 78' |

| Palestine | 0–9      | Uzbekistan |
| --------- | -------- | --- |
|           | Chi tiết | Murtazaev 4' · Kuchimov 7', 26' (ph.đ.) · Nurulloev 50', 77' · Nurmatov 52' · Kurbonov 67' · Ganiev 83' (ph.đ.), 90+2' |

| Uzbekistan                                            | 4–0      | Yemen |
| ----------------------------------------------------- | -------- | ----- |
| Khuchimov 11', 52' · Jumaev 58' · Mahmudxojiyev 90+5' | Chi tiết |       |

### Bảng C
- Các trận đấu được diễn ra tại Nepal (UTC+5:45).

| Đội          | Tr | T | H | B | BT | BB | HS  | Đ |
| ------------ | -- | - | - | - | -- | -- | --- | - |
| Nepal        | 3  | 2 | 1 | 0 | 8  | 2  | +6  | 7 |
| Bahrain      | 3  | 2 | 0 | 1 | 5  | 4  | +1  | 6 |
| Iraq         | 3  | 1 | 1 | 1 | 11 | 5  | +6  | 4 |
| Turkmenistan | 3  | 0 | 0 | 3 | 2  | 15 | −13 | 0 |

| Iraq                                                                                                 | 8–1      | Turkmenistan |
| --- | -------- | ------------ |
| Al-Msharrafawee 10', 59', 84' (ph.đ.) · Al-Shmailawi 68' · Tuaimah 78' · Gatea 80', 87' · Atiyah 90' | Chi tiết | Metdaýew 22' |

| Bahrain | 0–2      | Nepal                    |
| ------- | -------- | ------------------------ |
|         | Chi tiết | Bista 12' · Tamang 45+3' |

| Turkmenistan | 1–3      | Bahrain                      |
| ------------ | -------- | ---------------------------- |
| Metdaýew 15' | Chi tiết | Jasim 12', 45+1' · Ameen 53' |

| Nepal                 | 2–2      | Iraq                         |
| --------------------- | -------- | ---------------------------- |
| Magar 50' · Bista 70' | Chi tiết | Mahmood 15' · Khudhair 45+2' |

| Iraq          | 1–2      | Bahrain               |
| ------------- | -------- | --------------------- |
| Abdulhadi 40' | Chi tiết | Jasim 9' · Naseem 14' |

| Nepal                                 | 4–0      | Turkmenistan |
| ------------------------------------- | -------- | ------------ |
| Magar 45+2', 51', 82' · Rajbanshi 75' | Chi tiết |              |

### Bảng D
- Các trận đấu được diễn ra tại Jordan (UTC+3).

| Đội         | Tr | T | H | B | BT | BB | HS | Đ |
| ----------- | -- | - | - | - | -- | -- | -- | - |
| Ả Rập Xê Út | 3  | 2 | 1 | 0 | 4  | 1  | +3 | 7 |
| Syria       | 3  | 1 | 2 | 0 | 7  | 4  | +3 | 5 |
| Afghanistan | 3  | 1 | 0 | 2 | 2  | 6  | −4 | 3 |
| Jordan      | 3  | 0 | 1 | 2 | 6  | 8  | −2 | 1 |

| Ả Rập Xê Út                         | 2–0      | Afghanistan |
| ----------------------------------- | -------- | ----------- |
| Abu Shae 36' (ph.đ.) · Abdullah 70' | Chi tiết |             |

| Syria                                                          | 4–4      | Jordan                                                      |
| -------------------------------------------------------------- | -------- | ----------------------------------------------------------- |
| Kibabi 38' · Barakat 53' · Mohamad Al-Hallak 73' · Jaddoua 89' | Chi tiết | Al-Maloukh 32' · Al-Jaafreh 43' · Obaid 80' · Tannous 90+2' |

| Afghanistan | 0–3      | Syria                              |
| ----------- | -------- | ---------------------------------- |
|             | Chi tiết | Jaddoua 69' · Al Hallak 89', 90+3' |

| Jordan           | 1–2      | Ả Rập Xê Út                   |
| ---------------- | -------- | ----------------------------- |
| Abu Jalboush 42' | Chi tiết | Al-Salem 56' · Abu Shae 90+5' |

| Syria | 0–0      | Ả Rập Xê Út |
| ----- | -------- | ----------- |
|       | Chi tiết |             |

| Afghanistan              | 2–1      | Jordan       |
| ------------------------ | -------- | ------------ |
| Waziri 50' · Mansory 67' | Chi tiết | Shdaifat 10' |

### Bảng E
- Các trận đấu được diễn ra tại Pakistan (UTC+6).

| Đội       | Tr | T | H | B | BT | BB | HS  | Đ |
| --------- | -- | - | - | - | -- | -- | --- | - |
| Iran      | 3  | 3 | 0 | 0 | 13 | 0  | +13 | 9 |
| UAE       | 3  | 2 | 0 | 1 | 8  | 3  | +5  | 6 |
| Pakistan  | 3  | 0 | 1 | 2 | 0  | 4  | −4  | 1 |
| Sri Lanka | 3  | 0 | 1 | 2 | 0  | 14 | −14 | 1 |

| Iran                                                                                         | 8–0      | Sri Lanka |
| -------------------------------------------------------------------------------------------- | -------- | --------- |
| Karimi 13', 25' · Darzi 30' · Shekari 37' · Dehghani 41' · Mokhtari 67', 85' · Khodadadi 68' | Chi tiết |           |

| UAE                              | 2–0      | Pakistan |
| -------------------------------- | -------- | -------- |
| Al-Matroushi 68' · Al-Otaiba 88' | Chi tiết |          |

| Pakistan | 0–2      | Iran                      |
| -------- | -------- | ------------------------- |
|          | Chi tiết | Mokhtari 30' · Shamsi 78' |

| Sri Lanka | 0–6      | UAE                                                           |
| --------- | -------- | ------------------------------------------------------------- |
|           | Chi tiết | Al-Otaiba 2' (ph.đ.) · Yadoo 7', 66' · Al-Naqbi 23', 35', 59' |

| Iran                              | 3–0      | UAE |
| --------------------------------- | -------- | --- |
| Shekari 30' · Mokhtari 45+1', 47' | Chi tiết |     |

| Pakistan | 0–0      | Sri Lanka |
| -------- | -------- | --------- |
|          | Chi tiết |           |

### Bảng F
- Các trận đấu được diễn ra tại Kyrgyzstan (UTC+6).

| Đội        | Tr       | T        | H        | B        | BT       | BB       | HS       | Đ        |
| ---------- | -------- | -------- | -------- | -------- | -------- | -------- | -------- | -------- |
| Oman       | 2        | 1        | 1        | 0        | 7        | 6        | +1       | 4        |
| Qatar      | 2        | 1        | 0        | 1        | 7        | 7        | 0        | 3        |
| Kyrgyzstan | 2        | 0        | 1        | 1        | 6        | 7        | −1       | 1        |
| Bangladesh | Withdrew | Withdrew | Withdrew | Withdrew | Withdrew | Withdrew | Withdrew | Withdrew |

| Oman                                | 3–3      | Kyrgyzstan                                      |
| ----------------------------------- | -------- | ----------------------------------------------- |
| Al-Siyabi 10', 76' · Al-Yahyaei 72' | Chi tiết | Ibraimov 31' · Batyrkanov 35' · Mambetaliev 89' |

| Kyrgyzstan                                             | 3–4      | Qatar                                                   |
| ------------------------------------------------------ | -------- | ------------------------------------------------------- |
| Almaz 34' (ph.đ.) · Al-Hitmi 54' (l.n.) · Kadyrbek 87' | Chi tiết | Ahmed 5' · Al-Meghessib 15' (ph.đ.) · Palang 31', 90+1' |

| Oman                                     | 4–3      | Qatar                                       |
| ---------------------------------------- | -------- | ------------------------------------------- |
| Al-Siyabi 33', 79', 86' · Al-Yahyaei 82' | Chi tiết | Sheban 55' · Ghaderi 90+4' · Al-Naimi 90+5' |

### Bảng G
- Các trận đấu được diễn ra tại Hồng Kông (UTC+8).

| Đội               | Tr | T | H | B | BT | BB | HS  | Đ  |
| ----------------- | -- | - | - | - | -- | -- | --- | -- |
| Úc                | 4  | 4 | 0 | 0 | 26 | 2  | +24 | 12 |
| Hồng Kông         | 4  | 3 | 0 | 1 | 12 | 4  | +8  | 9  |
| Singapore         | 4  | 2 | 0 | 2 | 14 | 8  | +6  | 6  |
| Đài Bắc Trung Hoa | 4  | 1 | 0 | 3 | 7  | 13 | −6  | 3  |
| Ma Cao            | 4  | 0 | 0 | 4 | 1  | 33 | −32 | 0  |

| Ma Cao | 0–5      | Đài Bắc Trung Hoa                                                                       |
| ------ | -------- | --------------------------------------------------------------------------------------- |
|        | Chi tiết | Yu Chia-huang 9', 62' · Tsou Yu-chieh 11' · Huang Jyun-wun 33' · Lan Hao-yu 41' (ph.đ.) |

| Hồng Kông                                             | 4–1      | Singapore      |
| ----------------------------------------------------- | -------- | -------------- |
| Matthew Ho 2', 55' · Yu Wai Lim 27' · Ho Chik Hin 29' | Chi tiết | Zulqarnaen 74' |

| Ma Cao | 0–5      | Hồng Kông                                                   |
| ------ | -------- | ----------------------------------------------------------- |
|        | Chi tiết | Cheng Chin Lung 24', 81' · Jordan Lam 42', 74' (ph.đ.), 80' |

| Đài Bắc Trung Hoa | 0–7      | Úc                                                                           |
| ----------------- | -------- | ---------------------------------------------------------------------------- |
|                   | Chi tiết | Panetta 20' · Bandiera 23', 39', 61', 76' · Fotakopoulos 31' · Dimitroff 35' |

| Úc | 14–1     | Ma Cao            |
| --- | -------- | ----------------- |
| Reiners 4', 51' · D'Agostino 5', 31' (ph.đ.) · Devereux 15' · Stokes 17' · de Godoy 19', 43' · Petratos 22', 82' · Kim 63' · Mendez 70' · Caletti 76' · Maskin 90+1' | Chi tiết | Vong Chak Man 56' |

| Singapore                      | 3–1      | Đài Bắc Trung Hoa  |
| ------------------------------ | -------- | ------------------ |
| Said 5', 42' (ph.đ.) · Onn 62' | Chi tiết | Huang Jyun-wun 68' |

| Singapore | 9–0      | Ma Cao |
| --- | -------- | ------ |
| Muhammad Zulqarnaen 3', 18' (ph.đ.) · Anugrah 25' · Royston Tan Jia Jie 28', 34', 38' · Prakash Raj 45' · Muhd Syukri Bin Mohd Bashir 54', 61' | Chi tiết |        |

| Hồng Kông | 0–2      | Úc                           |
| --------- | -------- | ---------------------------- |
|           | Chi tiết | D'Agostino 33' · Brimmer 39' |

| Úc                                                | 3–1      | Singapore           |
| ------------------------------------------------- | -------- | ------------------- |
| Devereux 13' · Panetta 16' · Bandiera 52' (ph.đ.) | Chi tiết | Haiqal Anugerah 39' |

| Đài Bắc Trung Hoa  | 1–3      | Hồng Kông                                            |
| ------------------ | -------- | ---------------------------------------------------- |
| Hsieh Chun-ping 5' | Chi tiết | Matthew Ho 20' · Cheng Chun Yin 43' · Jordan Lam 52' |

### Bảng H
- Các trận đấu được diễn ra tại Lào (UTC+7).

| Đội      | Tr | T | H | B | BT | BB | HS  | Đ  |
| -------- | -- | - | - | - | -- | -- | --- | -- |
| Malaysia | 4  | 3 | 1 | 0 | 24 | 1  | +23 | 10 |
| Hàn Quốc | 4  | 3 | 0 | 1 | 26 | 3  | +23 | 9  |
| Lào      | 4  | 2 | 1 | 1 | 14 | 5  | +9  | 7  |
| Brunei   | 4  | 1 | 0 | 3 | 4  | 21 | −17 | 3  |
| Guam     | 4  | 0 | 0 | 4 | 1  | 39 | −38 | 0  |

| Brunei                                 | 4–1      | Guam       |
| -------------------------------------- | -------- | ---------- |
| Nazirrudin 16' · Muhamad 38', 42', 73' | Chi tiết | Benito 27' |

| Malaysia  | 1–1      | Lào            |
| --------- | -------- | -------------- |
| Ahmad 80' | Chi tiết | Sinthanong 88' |

| Brunei | 0–8      | Malaysia |
| ------ | -------- | --- |
|        | Chi tiết | Najmuddin 4' · Ishyra 35' (l.n.) · Shahrul 40' · Kogileswaran 44', 85' · Shyamierul 65' · Ashraf 73' · Najib 90+2' |

| Guam | 0–13     | Hàn Quốc |
| ---- | -------- | --- |
|      | Chi tiết | Jo Sang-hyun 3', 66', 90+2' · Park Myeong-su 11' · Lee Sang-heon 24' · Lee Yeon-gyu 33', 49', 85' · Kang Sang-hee 37', 45' · Lee Yon-geon 40' · You Ju-an 54' · Kim Ho 81' |

| Hàn Quốc | 9–0      | Brunei |
| --- | -------- | ------ |
| Yuk Geun-Hyeouk 8', 77', 89' · Lee Hyeong-Kyeong 26', 43', 90+1' · You Juan 37' · Park Dae-Won 50' · Jang Gyeol-Hee 73' | Chi tiết |        |

| Lào                                                                                         | 9–0      | Guam |
| ------------------------------------------------------------------------------------------- | -------- | ---- |
| Laithaya 13' · Sinthanong 21', 52' · Hatsady 28', 65', 69', 74' · Lathasay 50' · Maitee 78' | Chi tiết |      |

| Malaysia                     | 2–0      | Hàn Quốc |
| ---------------------------- | -------- | -------- |
| Najmuddin 45+1' · Ashraf 61' | Chi tiết |          |

| Lào                                      | 3–0      | Brunei |
| ---------------------------------------- | -------- | ------ |
| Aphixay 24' · Soulivanh 36' · Salath 84' | Chi tiết |        |

| Guam | 0–13     | Malaysia |
| ---- | -------- | --- |
|      | Chi tiết | Shahfizam 6' · Najmuddin 9', 16', 48' · Firdaus 14', 68' · Najib 22', 23', 63' · Kogi 57' (ph.đ.) · Abang 78', 80', 90+1' |

| Hàn Quốc                        | 4–1      | Lào            |
| ------------------------------- | -------- | -------------- |
| Lee Seung-Woo 2', 18', 34', 75' | Chi tiết | Laithaya 90+3' |

### Bảng I
- Các trận đấu được diễn ra tại Trung Quốc (UTC+8).

| Đội                  | Tr | T | H | B | BT | BB | HS  | Đ |
| -------------------- | -- | - | - | - | -- | -- | --- | - |
| CHDCND Triều Tiên    | 3  | 2 | 1 | 0 | 21 | 0  | +21 | 7 |
| Trung Quốc           | 3  | 2 | 1 | 0 | 16 | 1  | +15 | 7 |
| Myanmar              | 3  | 1 | 0 | 2 | 6  | 5  | +1  | 3 |
| Quần đảo Bắc Mariana | 3  | 0 | 0 | 3 | 0  | 37 | −37 | 0 |

| CHDCND Triều Tiên                            | 3–0      | Myanmar |
| -------------------------------------------- | -------- | ------- |
| Jong Chang-Bom 62', 72' · Han Kwang-Song 70' | Chi tiết |         |

| Trung Quốc | 14–0     | Quần đảo Bắc Mariana |
| --- | -------- | -------------------- |
| Zhang Huachen 4' (ph.đ.), 39', 69' · Duan Liuyu 6', 11', 38' · Nie Meng 16' · Liu Ruofan 29', 45+2', 58' · Gong Chunjie 61' · Zhou Shengzhi 64' · Lin Zefeng 77' · Xie Zhiwei 82' | Chi tiết |                      |

| Quần đảo Bắc Mariana | 0–18     | CHDCND Triều Tiên |
| -------------------- | -------- | --- |
|                      | Chi tiết | Jong Chang-Bom 3', 20', 55', 67' · Kim Ye-Bom 4', 10', 28', 51' · Han Kwang-Song 6' · Yon Jun-Hyok 24', 45', 45+2', 69' · O Chung-Guk 26', 72' · Choe Jin-Nam 75', 76' · Kim Jin-Hyok 90+3' |

| Myanmar     | 1–2      | Trung Quốc                      |
| ----------- | -------- | ------------------------------- |
| Shwe Ko 61' | Chi tiết | Liu Ruofan 22' · Duan Liuyu 79' |

| Myanmar                                                                                   | 5–0      | Quần đảo Bắc Mariana |
| ----------------------------------------------------------------------------------------- | -------- | -------------------- |
| Soe Moe Tun 37' · Kyaw Zin Oo 45+1' (ph.đ.) · Zwe Thet Paing 51', 76' · Sann Thu Aung 61' | Chi tiết |                      |

| Trung Quốc | 0–0      | CHDCND Triều Tiên |
| ---------- | -------- | ----------------- |
|            | Chi tiết |                   |

### Bảng J
- Các trận đấu được diễn ra tại Malaysia (UTC+8).

| Đội         | Tr | T | H | B | BT | BB | HS  | Đ |
| ----------- | -- | - | - | - | -- | -- | --- | - |
| Nhật Bản    | 3  | 3 | 0 | 0 | 14 | 1  | +13 | 9 |
| Việt Nam    | 3  | 2 | 0 | 1 | 6  | 3  | +3  | 6 |
| Indonesia   | 3  | 0 | 1 | 2 | 1  | 5  | −4  | 1 |
| Philippines | 3  | 0 | 1 | 2 | 0  | 12 | −12 | 1 |

| Nhật Bản                                                                        | 9–0      | Philippines |
| ------------------------------------------------------------------------------- | -------- | ----------- |
| Akama 33', 40', 45', 48', 81' · Sugiura 37' · Kato 57' · Koga 67' · Onozawa 86' | Chi tiết |             |

| Indonesia  | 1–2      | Việt Nam                        |
| ---------- | -------- | ------------------------------- |
| Ryanto 89' | Chi tiết | Phạm Trọng Hóa 10' (ph.đ.), 82' |

| Việt Nam           | 1–2      | Nhật Bản                   |
| ------------------ | -------- | -------------------------- |
| Phạm Trọng Hóa 70' | Chi tiết | Iyoha 33' · Shimoguchi 86' |

| Philippines | 0–0      | Indonesia |
| ----------- | -------- | --------- |
|             | Chi tiết |           |

| Nhật Bản                     | 3–0      | Indonesia |
| ---------------------------- | -------- | --------- |
| Watanabe 52' · Doan 61', 67' | Chi tiết |           |

| Việt Nam                                                 | 3–0      | Philippines |
| -------------------------------------------------------- | -------- | ----------- |
| Lê Tiến Anh 28' · Nguyễn Văn Huy 68' · Hoàng Thế Tài 90' | Chi tiết |             |

## Thứ hạng các đội nhì bảng
Để đảm bảo công bằng khi xếp hạng các đội đứng thứ hai có thành tích tốt nhất tại tất cả các bảng, kết quả các trận đấu giữa đội đứng thứ hai với đội đứng cuối bảng (đối với Bảng C, D, E, I và J, bao gồm 4 đội) hoặc với 2 đội cuối bảng (đối với Bảng A, G và H, bao gồm 5 đội) sẽ được coi là vô hiệu và không được tính bởi vì Bảng B và F chỉ có 3 đội tham gia.
The best runner-up teams among those ranked second in the groups were determined as follows:
Thứ hạng của các đội nhì bảng có thành tích xuất sắc hơn ở tất cả các bảng sẽ được xác định giựa theo các tiêu chí sau:
1. Số điểm đạt được tại bảng đấu
2. Hiệu số bàn thắng bại tại bảng đấu
3. Số bàn thắng ghi được tại bảng đấu
4. Chỉ số chơi đẹp được tính theo số thẻ phạt phải nhận tại bảng đấu
5. Xác định qua bốc thăm

| Bảng | Đội        | Tr | T | H | B | BT | BB | HS | Đ |
| ---- | ---------- | -- | - | - | - | -- | -- | -- | - |
| D    | Syria      | 2  | 1 | 1 | 0 | 3  | 0  | +3 | 4 |
| I    | Trung Quốc | 2  | 1 | 1 | 0 | 2  | 1  | +1 | 4 |
| G    | Hồng Kông  | 2  | 1 | 0 | 1 | 4  | 3  | +1 | 3 |
| H    | Hàn Quốc   | 2  | 1 | 0 | 1 | 4  | 3  | +1 | 3 |
| F    | Qatar      | 2  | 1 | 0 | 1 | 7  | 7  | 0  | 3 |
| J    | Việt Nam   | 2  | 1 | 0 | 1 | 3  | 3  | 0  | 3 |
| E    | UAE        | 2  | 1 | 0 | 1 | 2  | 3  | −1 | 3 |
| C    | Bahrain    | 2  | 1 | 0 | 1 | 2  | 3  | −1 | 3 |
| B    | Yemen      | 2  | 1 | 0 | 1 | 3  | 5  | −2 | 3 |
| A    | Tajikistan | 2  | 0 | 1 | 1 | 2  | 3  | −1 | 1 |

## Các đội vượt qua vòng loại
- Úc
- Trung Quốc
- Hồng Kông
- Iran
- Nhật Bản
- Kuwait
- Malaysia
- Nepal
- CHDCND Triều Tiên
- Oman
- Qatar
- Ả Rập Xê Út
- Hàn Quốc
- Syria
- Thái Lan (chủ nhà)
- Uzbekistan